# 8月5日
8月5日是阳历年的第217天（闰年是218天），离一年的结束还有148天。

## 大事记

### 16世紀以前
- 25年：身為漢朝宗室的漢景帝後裔劉秀在綠林軍的協助下推翻新朝即位，隨後建立東漢。
- 1100年：在英格兰国王红发威廉意外逝世后，儒雅者亨利在西敏寺加冕成为英格兰国王。
- 1305年：苏格兰民族英雄威廉·华莱士在格拉斯哥附近被英格兰军队抓获，并随即被囚送伦敦。

### 16世紀
- 1582年：應召前往中華傳教的葡萄牙教士利瑪竇，到達廣州香山澳（澳門），開始了天主教與西學在廣州的首次傳播。
- 1583年：英國探險家漢弗萊·吉爾伯特在紐芬蘭與拉布拉多建立第一個英國美洲殖民地聖約翰斯。
- 1600年：苏格兰发生高里阴谋事件。

### 18世紀
- 1772年：俄罗斯帝国、普鲁士王国及哈布斯堡君主国开始第一次瓜分波兰，以在东欧达到权力平衡。
- 1783年：日本淺間山的天明大喷发。

### 19世紀
- 1813年：中国严禁贩食鸦片。
- 1884年：法國艦隊司令李士卑斯率領三艘軍艦強攻雞籠，清法戰爭攻台戰事爆發。
- 1888年：貝爾塔·賓士駕駛奔馳專利電機車1號從德國曼海姆到佛茨海姆，全程106公里，完成第一次長途汽車旅行。

### 20世紀
- 1919年：山东济南镇守使马良制造“济南血案”。
- 1949年：厄瓜多尔通古拉瓦省首府安巴托东南部发生ML 6.8的強烈地震，造成5,050人死亡。
- 1949年：英國皇家海軍軍艦「紫水晶號」抵達香港。當年4月，「紫水晶號」沿著長江運送補給物資予駐南京的英國大使館。當時中國人民解放軍正發動渡江戰役，「紫水晶號」駛到長江下游時，遭遇解放軍炮火攻擊，艦上包括艦長在內有17人喪生，20人受傷，艦身亦嚴重損毀無法航行，後來雙方多次談判才能脫險。
- 1962年：美国电影演员玛丽莲·梦露在洛杉矶因服用过量巴比妥类药物而逝世，成为著名阴谋论之一。
- 1966年：文化大革命：中国共产党中央委员会主席毛泽东写下《炮打司令部——我的一张大字报》在《人民日报》上發表，矛頭直指當時的國家主席刘少奇。指劉少奇站在資產階級立場，鎮壓無產階級文化大革命，阻礙文革的進行。毛澤東這篇文章正式為歷時十年的文化大革命揭開序幕。
- 1966年：文化大革命：前北京师范大学附属女子中学（现称北京师范大学附属实验中学）党总支书记兼副校长卞仲耘，被该校红卫兵学生打死于校中。
- 1967年：文化大革命：刘少奇在中南海被“斗争”。
- 1988年：国际中国科技史会议在美国加州大学分校举行。
- 1993年：中國深圳清水河街道一間儲存硝酸銨的工廠發生爆炸，並引發火警，釀成18死873傷。

### 21世紀
- 2003年：俄罗斯总统弗拉基米尔·弗拉基米罗维奇·普京在布城与马来西亚首相马哈迪·莫哈末会面交流
- 2003年：中国人工繁育成活第一只大熊猫。
- 2003年：印尼雅加达的万豪酒店发生自杀式汽车炸弹爆炸（英语：2003 Marriott Hotel bombing），共造成至少12人死亡，150人受伤。
- 2004年：廣州新白雲機場投入服務。
- 2007年：韓國女子天團少女時代宣佈出道。
- 2010年：智利阿塔卡馬大區科皮亞波一處礦坑發生塌陷意外，造成33位礦工受困在地表下700公尺。
- 2011年：因受债务危机的影响，标普首次将美国主权信用等级自AAA下调至AA+。
- 2012年：「長者及合資格殘疾人士公共交通票價優惠計劃」第二階段實施，涵蓋範圍除港鐵外，亦加入九龍巴士、龍運巴士、城巴及新世界第一巴士共4間專營巴士公司。
- 2013年：華盛頓郵報公司宣布用2.5億美元出售《華盛頓郵報》及其資產給Amazon.com首席执行官杰弗里·贝索斯。
- 2016年：夏季奧林匹克運動會在巴西里約熱內盧的馬拉卡納體育場舉行開幕典禮。
- 2019年：香港發動全港大罷工。
- 2024年：在2024年孟加拉國公職配額改革運動示威者攻入總理府後，孟加拉總理謝赫·哈西娜辭職並流亡。

## 出生
- 1578年：呂伊內公爵，法國朝臣，法王路易十三親政後提拔的首席大臣（1621年逝世）
- 1758年：後桃園天皇，日本第118代天皇（1779年逝世）
- 1802年：尼爾斯·阿貝爾，挪威數學家（1829年逝世）
- 1827年：德奧多羅·達·豐塞卡，巴西軍人、政治家，首任巴西總統（1892年逝世）
- 1833年：瓦薩的卡羅拉，薩克森王后（1907年逝世）
- 1844年：伊利亞·葉菲莫維奇·列賓，俄羅斯畫家（1930年逝世）
- 1850年：莫泊桑，法國作家（1893年逝世）
- 1862年：约瑟夫·梅里克，一位被称作“象人”的身体严重畸形的英國人（1890年逝世）
- 1862年：露西·埃佛勒斯·布爾，英國化學家、藥劑師（1904年逝世）
- 1869年：J·C·W·貝克漢姆，美國政治人物，曾任肯塔基州州長、聯邦參議員（1940年逝世）
- 1903年：倫西斯·李克特，美國心理學家（1981年逝世）
- 1918年：利國偉，香港銀行家、政治人物、教育家（2013年逝世）
- 1925年：阿爾伯特·艾申莫瑟，瑞士化學家（2023年逝世）
- 1926年：林樂培，香港作曲家（2023年逝世）
- 1926年：彭蒙惠，美國教育家、傳教士（2024年逝世）
- 1929年：蔡萬才，臺灣企業家，國泰集團創始人（2014年逝世）
- 1929年：賈達德，前香港人民入境事務處處長（2016年逝世）
- 1930年：尼尔·阿姆斯特朗，美國太空人，首位登陸月球的太空人（2012年逝世）
- 1930年：亞歷克斯·格羅斯曼，法國-美國物理學家（2019年逝世）
- 1935年：彼得·英奇，英國陸軍元帥（2022年逝世）
- 1942年：塞爾希奧·拉米雷斯，尼加拉瓜作家、政治人物
- 1949年：鄭東煥，韓國男演員
- 1950年：羅西·米特邁爾，德國女子高山滑雪運動員（2023年逝世）
- 1952年：吳念真，台灣導演
- 1952年：洪森，柬埔寨政治人物，第29任柬埔寨首相
- 1957年：蘇清泉，臺灣政治人物
- 1957年：坂茂，日本建築師
- 1958年：弗拉基米爾·馬克伊，白俄羅斯政治人物（2022年逝世）
- 1961年：珍妮特·麦克蒂尔，英國女演員
- 1962年：，已退役美國NBA球員，NBA50大巨星之一
- 1963年：馬克·史壯，英國男演員
- 1966年：璩美鳳，台灣藝人
- 1966年：趙屹鷗，中國演員、主持人
- 1966年：詹姆斯·岡恩，美國編劇、導演
- 1967年：山內一典，日本電玩製作人
- 1967年：里德·霍夫曼，美國企業家、風險投資家、作家，LinkedIn聯合創始人
- 1968年：王馨平，香港歌手
- 1968年：，法國政治人物、律師，現任國民議會議員
- 1970年：周傑，中國男演員
- 1971年：小鳩美愛，日本前AV女優
- 1973年：川村美香，日本漫畫家
- 1973年：黃俊郎，台灣作詞人、作家
- 1974年：卡約兒·德烏根，印度演員
- 1975年：洪天祥，台灣演員
- 1976年：權相佑，韓國演員
- 1977年：廣橋涼，日本女性聲優
- 1979年：大衛·希利，北愛爾蘭職業足球運動員
- 1980年：郭靜，台灣歌手
- 1981年：柴崎幸，日本女演員、歌手
- 1981年：傑斯·威廉斯，美國男演員、模特兒
- 1982年：柳承敏，韓國男子乒乓球運動員
- 1982年：陽靚，台灣模特兒
- 1985年：廖羽翹，香港歌手
- 1986年：張正偉，台灣棒球選手
- 1987年：珍妮麗亞·狄索薩，印度女演員
- 1987年：邦雅曼·孔波雷，法國男子田徑運動員
- 1987年：威廉·坎寬巴，馬拉威發明家、作家
- 1989年：戶塚慶文，日本漫畫家，代表作《不死不運》
- 1990年：楊雅筑，台灣演員
- 1990年：陳融瑩，台灣藝人
- 1990年：普拉傑瓦·雷凡納，印度政治人物
- 1991年：魏河俊，韓國演員、模特兒
- 1992年：陳定，中國田徑運動員
- 1993年：大後壽壽花，日本女演員
- 1993年：今村彩夏，日本女性聲優
- 1995年：長繩麻理亞，日本女性聲優
- 1996年：曹承衍，中韓男子偶像團體UNIQ成員、限定男團X1成員
- 1996年：蘇聖芳，臺灣職業圍棋棋士
- 1996年：法元明菜，日本女性聲優、歌手
- 1996年：鎌田大地，日本職業足球運動員
- 1997年：徐嬌，中國女演員
- 1997年：王一博，中韓男子偶像團體UNIQ成員
- 1999年：金施賢，韓國女子偶像團體EVERGLOW成員
- 2004年：加維，西班牙職業足球運動員
- 生年不詳：冬木琉璃香，日本漫畫家

## 逝世
- 824年：平城天皇，日本第51代天皇（774年出生）
- 882年：路易三世，西法蘭克國王（863年出生）
- 1364年：光嚴天皇，日本北朝初代天皇（1313年出生）
- 1699年：織田長明，日本江戶時代前期大名（1660年出生）
- 1729年：湯瑪斯·紐科門，英國工程師、發明家（1664年出生）
- 1792年：諾斯勳爵，前英國首相（1732年出生）
- 1799年：理查德·何奧，英國海軍軍官、政治家，第一代何奧伯爵（1726年出生）
- 1895年：弗里德里希·恩格斯，德國哲學家，馬克思主義的創始人之一（1820年出生）
- 1899年：威廉·巴爾頓，英國工程師，被譽為「臺灣自來水之父」（1856年出生）
- 1901年：維多利亞長公主，英國長公主（1840年出生）
- 1915年：佐久間左馬太，日本陸軍軍人，第5任臺灣總督（1844年出生）
- 1931年：蒋渭水，台湾民族运动领袖（1890年出生）
- 1962年：瑪莉蓮·夢露，美國女演員、歌手、模特兒（1926年出生）
- 1966年：卞仲耘，前北京师范大学附属女子中学校长兼党委书记（1916年出生）
- 1980年：高崗，香港演员（1944年出生）
- 1981年：耶日·內曼，波蘭數學家、統計學家（1894年出生）
- 1987年：澀澤龍彥，日本小說家、法語文學家、評論家（1928年出生）
- 1990年：周克芹，中國作家，傷痕文學的代表人物之一（1937年出生）
- 1991年：本田宗一郎，日本本田公司创始人（1906年出生）
- 1994年：路易斯·海曼·比恩，美國經濟和政治分析家（1896年出生）
- 2001年：楊文明，越南共和國軍事、政治人物，越南共和國總統（1936年出生）
- 2006年：陳儀馨，香港電視藝員，曾於《歡樂今宵》飾演阿妙（1952年出生）
- 2009年：泰德·甘迺迪，美國政治人物（1932年出生）
- 2009年：文英，台灣資深藝人（1936年出生）
- 2013年：林樑，台灣醫師、教授、毒物學權威（1958年出生）[1]
- 2013年：喬治·杜克，美國鋼琴家、作曲家和音樂製作人（1946年出生）
- 2016年：哈羅德·希爾曼，英國神經科學家（1930年出生）
- 2018年：盧凱彤，香港唱作歌手，二人組合at17一員（1986年出生）
- 2019年：夏萍，香港資深女演員（1937年出生）
- 2021年：理查·特朗卡，美國勞工組織領袖（1949年出生）
- 2022年：三宅一生，日本時尚設計師（1938年出生）
- 2023年：佐野菜見，日本漫畫家（1987年出生）
- 2024年：李春亭，中國政治人物（1936年出生）
- 2025年：扬·伊利埃斯库，罗马尼亚政治人物，第1、3任罗马尼亚总统（1930年出生）
- 2025年：弗蘭克·米爾，德國男子足球運動員（1958年出生）
- 2025年：若熱·科斯塔，葡萄牙職業足球運動員（1971年出生）

## 节假日和习俗
- 基督教：雅代慶節
- 布吉納法索：独立日
- ：勝利日（英语：Victory Day (Croatia)）